# Apeadero de Banhos de Amieira
El Apeadero de Banhos de Amieira fue una infraestructura de la Línea del Oeste, que servía a la estancia terminal con el mismo nombre, en el Distrito de Coímbra, en Portugal.

## Características y servicios
Este apeadero se encuentra junto a los vestigios de la antigua estancia termal de Banhos de Amieira, en la freguesia de Samuel en el ayuntamiento de Soure.
Se encuentra retirado del servicio.

## Historia
El tramo entre Leiría y Figueira da Foz, en el cual el apeadero se inserta, fue abierto el 17 de julio de 1888.
Fue retirado del servicio entre 1980 y 1984, siendo, en 1980, apenas utilizado por composiciones del servicio Regional de los Caminhos de Ferro Portugueses.